# 吴金吴
金吴，尊稱吳金吳（1773年—1838年），緬甸贡榜王朝诗人、剧作家，也是缅甸古代戏剧的革新者。

## 生平
吴金吴是缅甸马圭新榜卫人，通晓音乐及舞蹈，曾在贡榜王朝宫廷担任总管戏剧演员的书记官，同时也是缅甸第一个创作适合通宵达旦演出剧本的剧作家，其作品被后世学者视为对缅甸古代戏剧的革新之作，也在当时受到了戏剧演员及民众的欢迎:121。
吴金吴的戏剧作品语言简洁、通俗易懂、格律工整，著有《玛豪塔达》、《维丹达亚》、《德瓦贡班》、《巴勃亨》等戏剧作品，多取材自《十大佛本生经故事》，但他也有不少关心普通民众生活的作品:121-122。吴金吴亦与同时期的诗人吴邦雅并称，两人的剧本仍然在现代缅甸受到欢迎。除了戏剧作品外，吴金吴还创作了一些描写自然景色的诗歌以及曲牌。

## 引用